# هاوکر پی.وی.۳
هاوکر پی.وی. ۳ (به انگلیسی: Hawker P.V.3) یک هواپیمای ساختِ کارخانهٔ هاوکر ایرکرفت در کشور بریتانیا است. این هواپیما برای نخستین بار در ۱۵ ژوئن ۱۹۳۴ میلادی مورد استفاده قرار گرفت.